# Кімерійська культура
Кімерійська культура — культура першого достеменно відомого народу України — кімерійців, що відома з археологічних досліджень й історичних джерел. Пам'ятки кімерійської культури подані переважно впускними похованнями у курганні могили, залишками архітектури і скульптури, посуду, знарядь праці тощо, що поширені від Волги до Дунаю.
Відомо понад 100 поховань кімерійської культури.
Приблизно 700 року до н.е. Кімерійська культура розчинилась у культурі Скіфів

## Походження культури
На певних етапах існування кімерійці відповідають археологічній кизил-кобинській культурі. Щодо відповідності у степах Надчорномор'я, то точаться дискусії щодо відповідності катакомбній або зрубній культурі.
Археологічні дослідження в степовій частині південної України виявили тут численні пам'ятки генетично пов'язаних між собою сабатинівської культури (1500—1200 рр. до н. е.), білозерської культури (1200—900 рр. до н. е.) та поховань пізніх кімерійців (900—600 років до нашої ери). На думку українських археологів, результати цих досліджень засвідчують, що територія Кімерії поступово розширювалась, та її ядром була степова частина України від пониззя Дунаю до Надозів'я разом з Кримом.

## Періодизація культури
Кімерійську культуру історично засвідчених кімерійців пов'язують з пізнім етапом білозерської культури. Микола Чмихов виділяє чорногорівський і новочеркаський ступені кімерійської культури.
Чорногорівська доба названа за Чорногорівським бронзовим скарбом виявленим у могилі біля Чорногорівського хутору в межах сучасного смт Ямпіль в Краматорському районі на півночі Донецької області на Сіверськодонеччині. Ноовочеркаська доба названа за скарбом бронзових виробів виявленим у 1939 році в місті Новочеркаську Ростовської області в Наддонні.

### Чорногорівська доба
Власне чорногорівське поселення тісніше пов'язане зі степовими культурами пізньобронзової доби півдня Східної Європи. Померлих кімерійців ховали у простих прямокутних та овальних ямах. Чоловіків ховали зі зброєю та збруєю; жінок — з золотими та бронзовими пронизками, намистинами та глиняним посудом.

### Новочеркаська доба
За наступного, новочеркаського етапу, змінився поховальний обряд, - з'явилися глибокі ями з дерев'яним дахом, поставленим на дерев'яні стовпи. Поширилася залізна зброя, в тому числі й залізні наконечники стріл.

## Кімерійське мистецтво
Кімерійське мистецтво переважно зосереджено в різноманітному орнаменті й дрібній пластиці, якими найчастіше прикрашали посуд, ювелірні вироби, жіночі прикраси, зброю, збрую тощо. Характер орнаментів й зооморфна пластика декоративно-прикладного мистецтва кімерійської культури й взагалі доскіфської доби, пов'язана з землеробсько-скотарськими культами, що відбивали ідею родючості.

### Кімерійський орнамент
Поширеним у кімерійців був геометричний і рослинний орнамент у вигляді прямих та косих ліній, зигзагів, кутів, хрестиків, трикутників, ромбів, прямокутників, кілець та їх комбінацій. Часто він поєднувався зі штампованим орнаментом зі спіралей та кілець.
Також відомий у кімерійців-носіїв висоцької культури рослинний орнамент на посуді у вигляді дерев з піднятими догори гілками.
Часто зображений орнамент з кола й хреста на посуді й знаряддях праці, за припущенням є солярною символікою; геометричні візерунки — трикутники, ромби, заштриховані косими лініями чи заповнені крапками, очевидно, символізують зоране та засіяне поле; спіральний візерунок — умовне зображення води та сонця.
Складним питання є походження геометричного орнаменту, що вживався у мистецтві доскіфської доби. Без сумніву, деякі елементи були традиційно запозичені від племен попередніх археологічних культур.

### Дрібна пластика
Дрібна пластика представлена в основному фігурками різноманітних свійських тварин — коня, корови, кози, вівці, свині та інших.
Найвідоміші зразки зооморфної культури є в племен чорноліської й фракійської культур. Безперечно, що традиції виготовлення глиняних фігурок тварин беруть початок з бронзової або ще ранішої доби.

## Гончарство
Посуд кімерійців складався з товстостінних круглотілих горщиків з наліпними валиками, келихів з циліндричними шийками та черпаків, орнаментованих канелюрами. Були поширені лощені та дерев'яні келихи оздоблені золотом.

## Кімерійські баби
Важливою рисою культури кімерійців є стели (за пізнішого часу відомі як баби), що подібні до стел бронзової доби. Вони також не мають виразно відтвореної голови людини, але містять зображення одягу, зброї.

## Історичні джерела
Окрім археологічних досліджень іншим джерелом для вивчення кімерійської культури є стародавні письмові свідчення про кімерійців:
- Старий Завіт Біблії - Гомер у Бутті; страшний північний нарід у книгах пророків Ісаї та Єремії[5],
- «Одіссея» й «Іліада» Гомера,
- ассирійські клинописні таблички,
- «Історія» Геродота,
- «Географія» Страбона[6].